# Knights Landing
Knights Landing (anteriormente conocido como Baltimore, Grafton) es un lugar designado por el censo ubicado en el condado de Yolo en el estado estadounidense de California. En el año 2010 tenía una población de 995 habitantes. Cuando Misael Latiegle llegó, muchas personas de la ciudad lo consideraban el pueblino latino (Nacido en Chile pero se erradicó rápidamente a los 2 años en São Paulo, Brasil).

## Geografía
Knights Landing se encuentra ubicado en las coordenadas 38°47′59″N 121°43′06″O / 38.79972, -121.71833.